# Brewsterita-Ba
La brewsterita-Ba és un mineral de la classe dels silicats, que pertany al grup de les zeolites. Rep el nom per David Brewster (1781-1868), físic escocès, qui va estudiar les propietats òptiques dels minerals i de l'estronci.

## Característiques
La brewsterita-Ba és un silicat de fórmula química (Ba,Sr)[Al₂Si₆O16]·5H₂O. Cristal·litza en el sistema monoclínic. La seva duresa a l'escala de Mohs és 5.
Segons la classificació de Nickel-Strunz, la brewsterita-Ba pertany a «09.GE - Tectosilicats amb H₂O zeolítica; cadenes de tetraedres de T10O20» juntament amb els següents minerals: clinoptilolita-Ca, clinoptilolita-K, clinoptilolita-Na, heulandita-Ca, heulandita-K, heulandita-Na, heulandita-Sr, heulandita-Ba, estilbita-Ca, estilbita-Na, barrerita, stel·lerita i brewsterita-Sr.

## Formació i jaciments
Va ser descrita gràcies a les mostres de dos indrets: la mina Cerchiara, a Borghetto Vara (La Spezia, Itàlia), i la pedrera Gouverneur Talc Company No. 4, al comtat de Lewis (Nova York, Estats Units). També ha estat descrita a Escòcia, Noruega, Irlanda, França i el Canadà.